# Il Cittadino di Brescia
Il Cittadino di Brescia fu un quotidiano politico a carattere locale, fondato da cattolici bresciani.

## Storia
Dopo l'Unità d'Italia, il movimento cattolico lombardo aveva sperimentato, con modesto successo, la pubblicazione di alcuni periodici allo scopo di dare un orientamento politico a coloro i quali, nel rispetto del non expedit, intendessero comunque partecipare alle attività politiche locali. Si trattava de «L'Osservatore Lombardo», de «Il buon cittadino» e «L'Eco di commercio».

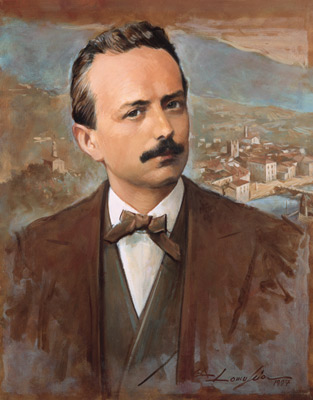
Giuseppe Tovini, primo presidente dell'editrice de «Il Cittadino di Brescia»

Il 10 ottobre 1877 alcuni cattolici bresciani, tra i quali Luigi Cottinelli, Angelo Mai, i sacerdoti Pietro Capretti e Paolo Pinelli e gli avvocati Giuseppe Tovini ed Enrico De Manzoni, fecero pubblicare una lettera circolare per favorire la costituzione di una società anonima che portasse a compimento la realizzazione di un nuovo quotidiano, d'ispirazione cattolica, che fungesse anche da elemento di contrasto nei confronti dei due principali giornali dell'epoca a orientamento anticlericale: «La Sentinella Bresciana», della Destra, e «La Provincia di Brescia», della Sinistra zanardelliana. La società fu costituita con un rogito del notaio Fornasini l'8 gennaio 1878 e fu approvata con un decreto reale il 18 aprile. Già dal 13 aprile erano iniziate le pubblicazioni. Tovini divenne presidente del consiglio di amministrazione, mentre don Capretti assunse la carica di consulente ecclesiastico. Il primo direttore fu Romeo Meli.
Il giornale fu distribuito anche nella provincia e seppe farsi riconoscere per un atteggiamento aperto nei confronti della politica, in contrasto con la linea di netta chiusura sostenuta dai cattolici più intransigenti. Tra i primi successi: l'elezione di Tovini nel consiglio provinciale come rappresentante del mandamento di Pisogne, nel 1879, e la sua elezione nel consiglio comunale cittadino tre anni dopo, in rappresentanza della frazione elettorale di San Nazzaro Mella.

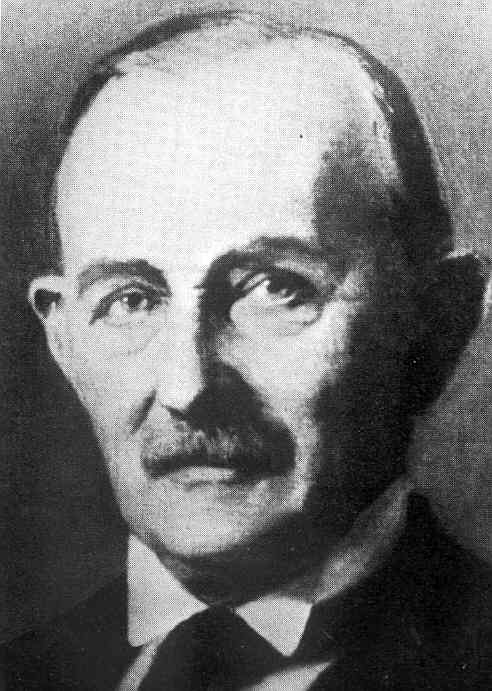
Giorgio Montini, direttore del giornale dal 1881 al 1911

Sotto la direzione di Giorgio Montini, il giornale divenne la voce principale dei cattolici nella politica bresciana. Il ruolo di opposizione svolto dal quotidiano nei confronti dell'anticlericalismo dei liberali zanardelliani, che dalla fine degli anni settanta erano diventati il movimento politico dominante in città e in provincia, permise un avvicinamento con alcuni componenti della destra moderata. Nel 1893 i moderati, rappresentati da Bortolo Benedini, Carlo Fisogni e Pietro Frugoni, abbandonarono ogni remora anticlericale e costituirono un'alleanza con i cattolici. In occasione delle elezioni amministrative generali del 1895, l'alleanza conseguì successi sia in città che in provincia, per cui «Il Cittadino» e «La Sentinella» divennero gli organi di stampa delle nuove maggioranze. In provincia, l'alleanza avrebbe governato ininterrottamente per venticinque anni con le deputazioni Frugoni (1895-1903), Benedini (1903-1904), Corniani (1904-1908) e Fossati (1908-1920). In città, dopo un periodo di governo da parte dell'alleanza, con le giunte di Francesco Bettoni Cazzago (1895-1898), di Gottardi (1898) e di Fisogni (1898-1902), i cattolico-moderati si trovarono all'opposizione nel 1902, a seguito della vittoria del "Blocco popolare" costituito da zanardelliani, repubblicani e socialisti, per poi tornare brevemente in maggioranza tra il 1905 e il 1906 con la giunta guidata da Vincenzo Bettoni Cazzago.
Sul finire della direzione montiniana, si assistette anche alla partecipazione diretta alle elezioni politiche del 1909 di alcuni candidati sostenuti da «Il Cittadino», come Livio Tovini e Giovanni Maria Longinotti, che furono eletti deputati alla Camera.
L'allargamento del suffragio, a norma della Legge 19 giugno 1913, n. 640, consentì all'alleanza cattolico-moderata di tornare al governo dell'amministrazione cittadina con le giunte di Mainetti (1915-1919) e di Reggio (1919-1920).
Dopo la prima guerra mondiale, il gruppo dirigente del giornale decise di sostenere il Partito Popolare di Don Sturzo, ma nello stesso tempo, in un caso unico a livello nazionale, riuscì a far inserire nella lista dei candidati locali anche due rappresentanti degli storici alleati liberal moderati, Reggio e Bonicelli, che però non riuscirono a essere eletti alle politiche del 1919. Nelle settimane successive si ruppe la ventennale collaborazione con «La Sentinella» che in seguito avrebbe manifestato, sotto la direzione di Marziale Ducos, un'aperta simpatia al crescente movimento fascista.
Il 29 ottobre 1922 la tipografia e la redazione del quotidiano, site presso il Palazzo San Paolo in via Tosio, furono occupate dagli squadristi fascisti che il giorno seguente pubblicarono un'edizione apocrifa in linea con gli interessi del PNF. Solo il 2 novembre, dirigenti e lavoratori del quotidiano cattolico poterono riprendere le attività. Negli anni seguenti, il direttore del quotidiano Carlo Bresciani, deputato alla Camera dal 1921, mantenne una linea intransigente nei confronti del fascismo. Dopo aver aderito all'Aventino, nel corso del 1925 rimase l'unico politico del bresciano a opporsi pubblicamente al Governo Mussolini, per cui il 5 novembre i fascisti occuparono la redazione del giornale cattolico a scopo punitivo. L'8 dicembre Bresciani si dimise dall'incarico.
Il 2 febbraio 1926 il sacerdote Pietro Rigosa divenne direttore del quotidiano e impostò una linea di giornale politicamente più dimessa con articoli che si occupavano di temi a carattere religioso o morale. Tuttavia, il 20 ottobre 1926, il giornale pubblicò una lettera di padre Bevilacqua, superiore della Confederazione dell'Oratorio di San Filippo Neri a Brescia e in precedenza profondamente critico nei confronti del fascismo e del comunismo. Si trattava di una risposta a quanto pubblicato sull'organo di stampa del PNF bresciano, «Il Popolo di Brescia», a opera di Alfredo Giarratana, direttore di quello stesso giornale. A causa della lettera, l'edizione del 20 ottobre fu posta sotto sequestro, mentre pochi giorni dopo il Prefetto emanò una diffida nei confronti del direttore Rigosa. L'attività editoriale proseguì ancora per qualche giorno: a seguito dell'attentato di Anteo Zamboni contro Mussolini, la sera del 31 ottobre gli squadristi bresciani occuparono la sede del quotidiano devastando la redazione e gli impianti tipografici. Il giornale dovette cessare le pubblicazioni.
Dopo la seconda guerra mondiale, la testata riprese le pubblicazioni tra il 1945 e il 1951 in qualità di settimanale della sezione provinciale della Democrazia Cristiana. Carlo Bresciani ricoprì il ruolo di direttore.

## Direttori
- Romeo Meli (1878);
- Alessandro Comotti (1879-1880)
- Gianbattista Caironi (1880-1881)
- Giorgio Montini (1881-1911)
- Paolo Cappa (1911-1915)
- Carlo Bresciani (1915-1925)
- Pietro Rigosa (1926)